# Katunga (banda)
Katunga es un grupo de música beat, ska, cumbia y ritmos caribeños argentino formado en 1970. 
Está conformado por Alberto Chamorro en la batería, Rubén Alonzo en el bajo, Diego Chamorro como director, vocalista y guitarrista del grupo, Norberto Casaglis en teclado y Efrén Rodríguez, percusionista de nacionalidad cubana. Juancito Korenblit fue el mítico bajista de la banda, y carismático cantante durante los años de oro del conjunto. 

## Historia
El legendario grupo nació a mediados de los años 1970 en el barrio de Villa Pueyrredón, cuando logran grabar con el sello Polygram su primer disco con los temas Mi cama y Marijuana ay ay. Temas que le proporcionan grandes éxitos en los festivales, su repercusión es tal que la RCA les ofrece un contrato multimillonario. Una vez consolidado el contrato, graban para la misma su primera placa titulada Indiferencia, con este tema el grupo logra llegar a la etapa final en el Festival Internacional de Mar del Plata consagrándose definitivamente. 
Luego el productor Lalo Fransen y el autor Néstor Bernis  les brindaron todo su apoyo en su carrera. En 1971 sacan el tema Veo veo, que ves y a los 30 días fue certificado disco de oro, vendió un millón de discos. También fue disco de oro en otros países como México, Venezuela, Puerto Rico y Colombia.
En 1972 se radican por 1 año en España, donde graban un disco en inglés, italiano y español para el mercado europeo. Comparten escenario con Ray Charles, Joan Manuel Serrat, Manolo Escobar y Barrabás.
En 1974, regresan a Argentina y presentan los temas Mirá para arriba, mirá para abajo y Por una negrita, con esos 2 éxitos recorrieron toda la Argentina en gira.
Por sus éxitos la revista Record World de Miami le otorga el premio al grupo más popular del año de Latinoamérica. Llegaron incluso a tocar para el Club Atlético Boca Juniors.
Salieron de gira por Uruguay, Paraguay, Chile, Bolivia, Venezuela, Panamá, Ecuador y México.
En los años 1980 siguen sus éxitos con el tema El que no baila es un aburrido. En 1987 participaron en el film El manosanta está cargado con el capo cómico Alberto Olmedo, con el tema El negro no puede, tema que también se incorporaría en el programa televisivo del mismo nombre. El tema Me lo dijo una gitana fue inspirada al conocer a una joven gitana en un shopping center.
Gracias al productor discográfico Kaminsky lanzaron su disco de cha cha cha titulado Por siempre boleros, Por siempre amor, disco que más vendieron en todo el país.

## Filmografía
Katunga además de ser un grupo musical en escenarios también participaron en películas argentinas de aquel momento:
- 1972: Las píldoras
- 1972: El profesor tirabombas
- 1976: Dos locos en el aire
- 1979: Los éxitos del amor con Cacho Castaña, Jorge Martínez, Ricardo Darín, Franco Simone y Carlos Bala.
- 1979: La carpa del amor con Darío Vittori, Santiago Bal y el grupo Los Linces.
- 1980: La playa del amor con Cacho Castaña, Ricardo Darín, Stella Maris Lanzani y Mónica Gonzaga
- 1980: La discoteca del amor
- 1980: Así no hay cama que aguante junto a Jorge Porcel, Moria Casán, Chico Novarro, Elvia Andreoli y Patricia Dal, en la cual tocan el tema "Me gusta la parranda"
- 1981: Toto Paniagua, el rey de la chatarra con Ricardo Espalter, Enrique Almada, Ana María Giunta y Chiqui Pereira.
- 1987: El manosanta está cargado[1]

## Televisión
El grupo fue invitado a varios programas televisivos, entre ellos:
- Sábados Circulares conducido por Pipo Mancera.
- Alta Tensión conducido por Fernando Bravo.
- Monumental Moria conducido por Moria Casán.
- Almorzando con Mirtha Legrand
- Movete con Georgina
- Susana Giménez
- Showmatch conducido por Marcelo Tinelli.
- Todo por dos pesos
- Especiales de Crónica TV
- Pasión de Sábado de América TV

## Canciones populares
- Mi cama
- Marijuana ay ay
- Veo veo, que ves
- Por una negrita
- Mirá para arriba, mirá para abajo
- El que no baila es un aburrido
- Me lo dijo una gitana
- Palo bonito
- Sácate La Ropita
- Para Olvidar Las Penas
- Mi Barquita Se Balancea
- Querida Juanita
- Corazón, Corazón
- Niña Lola
- El Cumbanchero
- Pobre, Pero Feliz
- En El Sube Y Baja
- La Canción De Los Tontos
- Mi Amor Es Mas Grande Que El Cielo
- La Conga de Katunga
- Bailando Despacito Perdido Amor
- Un Millón De Amigos (Yo Solo Quiero)
- Oye, Mulata
- La Gente Buena
- Porque llora la tarde[2]
- El Negro no puede

También hicieron varios covers de otros temas como:
- Por cuatro días locos de Alberto Castillo
- Tres Cosas hay en la vida , Salud , Dinero y Amor
- Barquitos de cerveza
- El Murguero (Se viene el Tutá Tutá)
- Mami, que será lo que tiene el negro
- Me importas tú
- La gallina turuleca
- Me lo dijo Adela
- María Cristina me quiere gobernar
- No me pregunten como es mi muchacha de Nazareno.
- Si Adelita se fuera con otro
- Cachita de Ricardo Montaner
- Quizás, quizás, quizás
- Siga el baile de Carlos Warren
- La vida es un carnaval de Celia Cruz
- Vereda tropical de Tito Cortés

## Discografía
- 1971: "Veo Veo... que ves - Con el nuevo sonido Mali Kivú" - RCA
- 1973: "Mania" - RCA
- 1974: "Mirá para arriba, mirá para abajo" - ARCANO RECORDS
- 1975: "Me lo dijo una gitana" - RCA
- 1975: "Super Bailable" - RCA
- 1975: "El Ritmo de Katunga" - RCA
- 1976: "Katunga en México" - RCA
- 1977: "En América" - RCA
- 1977: "El Quinteto del Año" - RCA
- 1978: "Para olvidar las penas" - RCA
- 1978: "Los Éxitos de Katunga Vol.1" - RCA
- 1978: "El que no baila es un aburrido" - MICROFON ARGENTINA S.A.
- 1979: "Me gusta la parranda" - MICROFON ARGENTINA S.A.
- 1980: "Los leros, siempre boleros" - MICROFON ARGENTINA S.A.
- 1980: "LaReyes del Baile" - RCA
- 1980: "Bo Conga de Katunga" - MICROFON ARGENTINA S.A.
- 1981: "La juerga" - MICROFON ARGENTINA S.A.
- 1983: "Bailando hasta la locura" - PARADE
- 1983: "Espectacular" - RCA
- 1983: "Superbailable Discoteque" - MUSIC HALL
- 1984: "Conga, Conga, que siga la milonga" - MUSIC HALL
- 1984: "Katunga Show" - AKC RECORDS
- 1985: "SuperKatunga!!" - AKC RECORDS
- 1986: "Hoy Gran baile Hoy" - AKC RECORDS
- 1986: "Por siempre boleros" - AKC RECORDS
- 1987: "Los Éxitos de Oro de Katunga" - AKC RECORDS
- 1989: "La Fiesta de Katunga" - MUSICA & MARKETING S.A.
- 1990: "Re-Movido" - LEADER MUSIC S.A.
- 1990: "Boleros, siempre boleros con orquesta y coro" - MICROFON USA
- 1992: "14 Grandes Éxitos de Katunga" - SONO SUR
- 1994: "20 Super Éxitos" - MICROFON ARGENTINA S.A.
- ????: "Eternamente" - POWER RECORDS
- 2000: "Los Grandes Éxitos de Katunga" - SONY MUSIC ENTERTAINMENT ARGENTINA S.A.
- 2002: "Éxitos de Oro" - DISTRIBUIDORA BELGRANO NORTE
- 2004: "20 Secretos de Amor" - SONY / BMG
- 2004: "De Colección" - DISTRIBUIDORA BELGRANO NORTE
- 2006: "Por siempre boleros" - PRO COM S.R.L.
- 2007: "La Leyenda continúa" - PRO COM S.R.L.
- 2008: "Grandes Éxitos - Versiones Dance" - GARRA RECORDS
- 2012: "Serie de Colección - Únicos" - GLD DISTRIBUIDORA S.A.

## Integrantes
- Diego Chamorro: Guitarra y Voz
- Alberto Chamorro: batería
- Rubén Alonzo: Bajo
- Roby Power: Teclados y Arreglos
- Efrén Rodríguez: Percusión